# マックス・ミルヌイ
マクシーム・ミコラエヴィチ・"マックス"・ミルヌイ (英語: Max Mirnyi, ベラルーシ語: Максім Мікалаевіч Мірны, ロシア語: Максим Николаевич Мирный, 1977年7月6日 - )は、ベラルーシ（旧ソ連）・ミンスク出身の元男子プロテニス選手、テニス指導者。選手時代はダブルスの名手としてよく知られ、すべての4大大会で男子ダブルス部門の決勝進出記録を持つ選手である。2012年ロンドン五輪の混合ダブルスではビクトリア・アザレンカと組み金メダルを獲得した。ATPツアーでシングルス1勝、ダブルス52勝を挙げた。自己最高ランキングはシングルス18位、ダブルス1位。身長195cm、体重93kgの長身選手。

## 来歴
ミルヌイは父親の手ほどきで6歳からテニスを始め、1992年からアメリカ・フロリダ州ブレイデントンにあるニック・ボロテリー・テニスアカデミーに留学した。1996年に19歳でプロ入り。1998年ウィンブルドン選手権と全米オープンの2大会連続で、混合ダブルスでセリーナ・ウィリアムズとペアを組んで優勝した。1999年にダブルスで年間4勝を挙げ、2000年全米オープン男子ダブルスで、レイトン・ヒューイットとペアを組んで初優勝を飾った。ところが、この大会の混合ダブルスでアンナ・クルニコワとペアを組んで準優勝したことがきっかけで、ミルヌイには「野獣」(The Beast)というニックネームがついた。『美女と野獣』は元来フランスの民話であるが、1991年に製作されたディズニーのアニメ映画『美女と野獣』でさらに有名になった物語である。“美女”として人気絶頂にあったクルニコワと対比されて、ミルヌイは“野獣”と呼ばれるようになってしまった。
2002年全米オープン男子ダブルスで、ミルヌイはマヘシュ・ブパシとペアを組んで2年ぶり2度目の優勝を飾った。この大会では、ミルヌイはシングルスでアンドレ・アガシとの準々決勝に勝ち進み、4大大会シングルスの自己最高成績を出している。2003年にはダブルスで年間6勝を挙げたが、そのうち5つはブパシとのペアで、3月下旬のマイアミ・マスターズでロジャー・フェデラーと組んだ優勝が1つある。この年には2月のロッテルダム・オープンでシングルス初優勝を挙げたが、これは現時点でミルヌイの唯一のシングルスのタイトルである。
2005年全仏オープン男子ダブルスでヨナス・ビョルクマンとペアを組み、ブライアン兄弟を2-6, 6-1, 6-4で破って、4大大会男子ダブルス3勝目を挙げた。ミルヌイ/ビョルクマン組は2006年全仏オープン男子ダブルス決勝でもブライアン兄弟に連勝し、全仏ダブルス2連覇を達成した。2007年全米オープン (テニス)では、同国の若手ビクトリア・アザレンカと組んだ混合ダブルスで2度目の優勝を果たした。2011年全仏オープンではダニエル・ネスターと組んで5年ぶり3度目の男子ダブルス優勝を果たし、2012年全仏オープンでも優勝し、連覇を果たした。
ミルヌイはオリンピックベラルーシ代表選手としても、2000年シドニー五輪、2004年アテネ五輪、2008年北京五輪、2012年ロンドン五輪の4度出場している。シドニーとアテネは男子ダブルスで、パートナーはウラジミール・ボルチコフと組んだ。シドニーではシングルスとダブルスの双方で準々決勝に進出したが、アテネではシングルスで3回戦、ダブルスで2回戦敗退に終わっている。北京ではシングルスのみに出場し、1回戦でニコラス・キーファーに3-6, 1-6で敗れた。この試合を最後にミルヌイはシングルスから撤退してダブルスに専念している。
4度目の出場となった2012年ロンドン五輪の開会式ではベラルーシ選手団の旗手を務めた。ビクトリア・アザレンカとのペアで出場した混合ダブルスでは、決勝で地元イギリスのアンディ・マリー/ローラ・ロブソン組を2–6, 6–3, [10–8]で破り金メダルを獲得した。
2013年全米オープン混合ダブルスではアンドレア・フラバーチコバと組んで決勝に進出し、アビゲイル・スピアーズ/サンティアゴ・ゴンサレス組を7-6(5), 6–3で破って優勝した。これにより4大大会ダブルス優勝を通算10勝 (男子ダブルス6、混合ダブルス4) とした。
ミルヌイは2018年のクレムリン・カップを最後に現役を引退した。
2020年より錦織圭のコーチングスタッフに入ることが決定した。

## ATPツアー決勝進出結果

### シングルス: 4回 (1勝3敗)
| 大会グレード                                  |
| グランドスラム (0-0)                          |
| テニス・マスターズ・カップ (0-0)              |
| ATPマスターズシリーズ (0-1)                   |
| ATPインターナショナルシリーズ・ゴールド (1-1) |
| ATPインターナショナルシリーズ (0–1)           |

| サーフェス別タイトル |
| ハード (1-2)         |
| クレー (0-0)         |
| 芝 (0-1)             |
| カーペット (0-0)     |

| 結果   | No. | 決勝日         | 大会               | サーフェス    | 対戦相手             | スコア        |
| ------ | --- | -------------- | ------------------ | ------------- | -------------------- | ------------- |
| 準優勝 | 1.  | 2001年10月15日 | シュトゥットガルト | ハード (室内) | トミー・ハース       | 2–6, 2–6, 2–6 |
| 優勝   | 1.  | 2003年2月17日  | ロッテルダム       | ハード (室内) | レーモン・スロイター | 7–6(7–3), 6–4 |
| 準優勝 | 2.  | 2005年2月14日  | メンフィス         | ハード (室内) | ケネス・カールセン   | 5–7, 5–7      |
| 準優勝 | 3.  | 2005年6月13日  | ノッティンガム     | 芝            | リシャール・ガスケ   | 2–6, 3–6      |

### ダブルス: 98回 (52勝46敗)
| 結果   | No. | 決勝日         | 大会                 | サーフェス        | パートナー                       | 対戦相手                                                | スコア                  |
| ------ | --- | -------------- | -------------------- | ----------------- | -------------------------------- | ------------------------------------------------------- | ----------------------- |
| 優勝   | 1.  | 1997年2月3日   | 上海                 | カーペット (室内) | ケビン・ウリエット               | トーマス・ニューダール ステファノ・ペスコソリド         | 7–6, 6–7, 7–5           |
| 準優勝 | 1.  | 1997年10月6日  | トゥールーズ         | カーペット (室内) | ジャン＝フィリップ・フルーリアン | ヤッコ・エルティン ポール・ハーフース                   | 3–6, 6–7                |
| 準優勝 | 2.  | 1998年4月13日  | チェンナイ           | ハード            | オリビエ・ドレートル             | マヘシュ・ブパシ リーンダー・パエス                     | 7–6, 3–6, 2–6           |
| 優勝   | 2.  | 1999年2月8日   | マルセイユ           | ハード (室内)     | アンドレイ・オルホフスキー       | デイヴィッド・アダムズ パベル・ビズネル                 | 7–5, 7–6(9-7)           |
| 優勝   | 3.  | 1999年3月8日   | コペンハーゲン       | カーペット (室内) | アンドレイ・オルホフスキー       | マルク＝ケビン・ゲルナー ダーヴィト・プリノジル         | 6–7(5-7), 7–6(7-4), 6–1 |
| 優勝   | 4.  | 1999年5月10日  | デルレイビーチ       | クレー            | ネナド・ジモニッチ               | ダグ・フラック ブライアン・マクフィー                   | 7–6(7-3), 3–6, 6–3      |
| 優勝   | 5.  | 1999年10月18日 | シンガポール         | ハード (室内)     | エリック・タイノ                 | トッド・ウッドブリッジ マーク・ウッドフォード           | 6–3, 6–4                |
| 優勝   | 6.  | 2000年1月10日  | ドーハ               | ハード            | マーク・ノールズ                 | アレックス・オブライエン ジャレッド・パーマー           | 6–3, 6–4                |
| 準優勝 | 3.  | 2000年3月8日   | ミュンヘン           | クレー            | ネナド・ジモニッチ               | デイヴィッド・アダムズ ジョン＝ラフニー・デ・ヤーガー   | 4–6, 4–6                |
| 準優勝 | 4.  | 2000年8月21日  | インディアナポリス   | ハード            | ヨナス・ビョルクマン             | レイトン・ヒューイット サンドン・ストール               | 6–7(3-7), 6–4, 6–7(3-7) |
| 優勝   | 7.  | 2000年9月11日  | 全米オープン         | ハード            | レイトン・ヒューイット           | エリス・フェレイラ リック・リーチ                       | 6–4, 5–7, 7–6(7-5)      |
| 優勝   | 8.  | 2000年11月20日 | パリ                 | カーペット (室内) | ニクラス・クルティ               | ポール・ハーフース ダニエル・ネスター                   | 6–4, 7–5                |
| 準優勝 | 5.  | 2001年6月18日  | ハレ                 | 芝                | パトリック・ラフター             | ダニエル・ネスター サンドン・ストール                   | 4–6, 7–6(7-5), 1–6      |
| 優勝   | 9.  | 2001年10月8日  | モスクワ             | カーペット (室内) | サンドン・ストール               | マヘシュ・ブパシ ジェフ・タランゴ                       | 6–3, 6–0                |
| 優勝   | 10. | 2001年10月22日 | シュトゥットガルト   | ハード (室内)     | サンドン・ストール               | エリス・フェレイラ ジェフ・タランゴ                     | 7–6(7-3), 6–3           |
| 準優勝 | 6.  | 2002年2月4日   | ミラノ               | カーペット (室内) | ジュリアン・ブテー               | カールステン・ブラーシュ アンドレイ・オルホフスキー     | 6–3, 6–7(5-7), [10–12]  |
| 準優勝 | 7.  | 2002年2月17日  | マルセイユ           | ハード (室内)     | ジュリアン・ブテー               | アルノー・クレマン ニコラ・エスクード                   | 4–6, 3–6                |
| 優勝   | 11. | 2002年2月24日  | ロッテルダム         | ハード (室内)     | ロジャー・フェデラー             | マーク・ノールズ ダニエル・ネスター                     | 4–6, 6–3, [10–4]        |
| 準優勝 | 8.  | 2002年3月17日  | インディアンウェルズ | ハード            | ロジャー・フェデラー             | マーク・ノールズ ダニエル・ネスター                     | 4–6, 4–6                |
| 準優勝 | 9.  | 2002年6月17日  | ロンドン             | 芝                | マヘシュ・ブパシ                 | ウェイン・ブラック ケビン・ウリエット                   | 6–7(5-7), 6–3, 3–6      |
| 準優勝 | 10. | 2002年8月12日  | シンシナティ         | ハード            | マヘシュ・ブパシ                 | ジェームズ・ブレーク トッド・マーティン                 | 5–7, 3–6                |
| 準優勝 | 11. | 2002年8月19日  | インディアナポリス   | ハード            | マヘシュ・ブパシ                 | マーク・ノールズ ダニエル・ネスター                     | 6–4, 6–7(3-7), 4–6      |
| 優勝   | 12. | 2002年9月6日   | 全米オープン         | ハード            | マヘシュ・ブパシ                 | イジー・ノバク ラデク・ステパネク                       | 6–3, 3–6, 6–4           |
| 優勝   | 13. | 2002年10月7日  | モスクワ             | カーペット (室内) | ロジャー・フェデラー             | ジョシュア・イーグル サンドン・ストール                 | 6–4, 7–6(7-0)           |
| 準優勝 | 12. | 2002年10月21日 | マドリード           | ハード (室内)     | マヘシュ・ブパシ                 | マーク・ノールズ ダニエル・ネスター                     | 4–6, 3–6                |
| 準優勝 | 13. | 2003年1月6日   | アデレード           | ハード            | ジェフ・モリソン                 | ジェフ・クッツェー クリス・ハガード                     | 6–2, 4–6, 6–7(7-9)      |
| 準優勝 | 14. | 2003年2月24日  | ロッテルダム         | ハード (室内)     | ロジャー・フェデラー             | ウェイン・アーサーズ ポール・ハンリー                   | 6–7(4-7), 2–6           |
| 優勝   | 14. | 2003年3月31日  | マイアミ             | ハード            | ロジャー・フェデラー             | リーンダー・パエス ダビド・リクル                       | 7–5, 6–3                |
| 優勝   | 15. | 2003年4月14日  | エストリル           | クレー            | マヘシュ・ブパシ                 | ルーカス・アーノルド・カー マリアノ・フッド             | 6–1, 6–2                |
| 優勝   | 16. | 2003年4月21日  | モンテカルロ         | クレー            | マヘシュ・ブパシ                 | ミカエル・ロドラ ファブリス・サントロ                   | 4–6, 7–5, 6–2           |
| 準優勝 | 15. | 2003年5月19日  | ハンブルク           | クレー            | マヘシュ・ブパシ                 | マーク・ノールズ ダニエル・ネスター                     | 4–6, 6–7(10-12)         |
| 準優勝 | 16. | 2003年6月16日  | ロンドン             | 芝                | マヘシュ・ブパシ                 | マーク・ノールズ ダニエル・ネスター                     | 3–6, 4–6                |
| 準優勝 | 17. | 2003年7月7日   | ウィンブルドン       | 芝                | マヘシュ・ブパシ                 | ヨナス・ビョルクマン トッド・ウッドブリッジ             | 6–3, 3–6, 6–7(4-7), 3–6 |
| 優勝   | 17. | 2003年8月11日  | モントリオール       | ハード            | マヘシュ・ブパシ                 | ヨナス・ビョルクマン トッド・ウッドブリッジ             | 4–1, 途中棄権           |
| 優勝   | 18. | 2003年10月6日  | モスクワ             | カーペット (室内) | マヘシュ・ブパシ                 | ウェイン・ブラック ケビン・ウリエット                   | 6–3, 7–5                |
| 準優勝 | 18. | 2003年10月13日 | ウィーン             | ハード (室内)     | マヘシュ・ブパシ                 | イブ・アレグロ ロジャー・フェデラー                     | 6–7(7-9), 5–7           |
| 優勝   | 19. | 2003年10月20日 | マドリード           | ハード (室内)     | マヘシュ・ブパシ                 | ウェイン・ブラック ケビン・ウリエット                   | 6–2, 2–6, 6–3           |
| 優勝   | 20. | 2004年5月10日  | ローマ               | クレー            | マヘシュ・ブパシ                 | ウェイン・アーサーズ ポール・ハンリー                   | 1–6, 6–4, 7–6(7-1)      |
| 準優勝 | 19. | 2004年8月2日   | トロント             | ハード            | ヨナス・ビョルクマン             | マヘシュ・ブパシ リーンダー・パエス                     | 4–6, 2–6                |
| 優勝   | 21. | 2005年4月4日   | マイアミ             | ハード            | ヨナス・ビョルクマン             | ウェイン・ブラック ケビン・ウリエット                   | 6–1, 6–2                |
| 優勝   | 22. | 2005年5月16日  | ハンブルク           | クレー            | ヨナス・ビョルクマン             | ミカエル・ロドラ ファブリス・サントロ                   | 6–2, 6–3                |
| 優勝   | 23. | 2005年6月6日   | 全仏オープン         | クレー            | ヨナス・ビョルクマン             | ボブ・ブライアン マイク・ブライアン                     | 2–6, 6–1, 6–4           |
| 準優勝 | 20. | 2005年6月13日  | ロンドン             | 芝                | ヨナス・ビョルクマン             | ボブ・ブライアン マイク・ブライアン                     | 6–7(9-11), 6–7(4-7)     |
| 優勝   | 24. | 2005年8月22日  | シンシナティ         | ハード            | ヨナス・ビョルクマン             | ウェイン・ブラック ケビン・ウリエット                   | 7–6(7-3), 6–2           |
| 準優勝 | 21. | 2005年9月12日  | 全米オープン         | ハード            | ヨナス・ビョルクマン             | ボブ・ブライアン マイク・ブライアン                     | 1–6, 4–6                |
| 優勝   | 25. | 2005年10月17日 | モスクワ             | カーペット (室内) | ミハイル・ユージニー             | イーゴリ・アンドレエフ ニコライ・ダビデンコ             | 5–1, 5–1                |
| 準優勝 | 22. | 2005年10月31日 | サンクトペテルブルク | カーペット(室内)  | ヨナス・ビョルクマン             | ユリアン・ノール ユルゲン・メルツァー                   | 6–4, 5–7, 5–7           |
| 優勝   | 26. | 2006年1月9日   | ドーハ               | ハード            | ヨナス・ビョルクマン             | クリストフ・ロクス オリビエ・ロクス                     | 2–6, 6–3, [10–8]        |
| 優勝   | 27. | 2006年4月3日   | マイアミ             | ハード            | ヨナス・ビョルクマン             | ボブ・ブライアン マイク・ブライアン                     | 6–4, 6–4                |
| 優勝   | 28. | 2006年4月24日  | モンテカルロ         | クレー            | ヨナス・ビョルクマン             | ファブリス・サントロ ネナド・ジモニッチ                 | 3–6, 6–3, [10–7]        |
| 優勝   | 29. | 2006年6月12日  | 全仏オープン         | クレー            | ヨナス・ビョルクマン             | ボブ・ブライアン マイク・ブライアン                     | 6–7(5-7), 6–4, 7–5      |
| 準優勝 | 23. | 2006年6月19日  | ロンドン             | 芝                | ヨナス・ビョルクマン             | ポール・ハンリー ケビン・ウリエット                     | 4–6, 6–7(5-7)           |
| 優勝   | 30. | 2006年7月24日  | シュトゥットガルト   | クレー            | ガストン・ガウディオ             | イブ・アレグロ ロベルト・リンドステット                 | 7–5, 6–7(4-7), [12–10]  |
| 優勝   | 31. | 2006年8月21日  | シンシナティ         | ハード            | ヨナス・ビョルクマン             | ボブ・ブライアン マイク・ブライアン                     | 7–6(7-5), 6–4           |
| 準優勝 | 24. | 2006年9月11日  | 全米オープン         | ハード            | ヨナス・ビョルクマン             | マルティン・ダム リーンダー・パエス                     | 7–6(7-5), 4–6, 3–6      |
| 優勝   | 32. | 2006年11月20日 | 上海                 | ハード (室内)     | ヨナス・ビョルクマン             | マーク・ノールズ ダニエル・ネスター                     | 6–2, 6–4                |
| 準優勝 | 25. | 2007年1月29日  | 全豪オープン         | ハード            | ヨナス・ビョルクマン             | ボブ・ブライアン マイク・ブライアン                     | 5–7, 5–7                |
| 優勝   | 33. | 2007年10月14日 | ストックホルム       | ハード (室内)     | ヨナス・ビョルクマン             | アルノー・クレマン ミカエル・ロドラ                     | 6–4, 6–4                |
| 優勝   | 34. | 2008年2月17日  | デルレイビーチ       | ハード            | ジェイミー・マリー               | ボブ・ブライアン マイク・ブライアン                     | 6–4, 3–6, [10–6]        |
| 優勝   | 35. | 2008年10月12日 | ウィーン             | ハード (室内)     | アンディ・ラム                   | フィリップ・ペッシュナー アレクサンダー・ペヤ           | 6–1, 7–5                |
| 準優勝 | 26. | 2008年10月26日 | サンクトペテルブルク | ハード (室内)     | ロハン・ボパンナ                 | トラビス・パロット フィリップ・ポラーシェク             | 6–3, 6–7(4-7), [8–10]   |
| 準優勝 | 27. | 2009年3月22日  | インディアンウェルズ | ハード            | アンディ・ラム                   | マーディ・フィッシュ アンディ・ロディック               | 6–3, 1–6, [12–14]       |
| 優勝   | 36. | 2009年4月5日   | マイアミ             | ハード            | アンディ・ラム                   | アシュリー・フィッシャー ステファン・フース             | 6–7(4-7), 6–2, [10–7]   |
| 準優勝 | 28. | 2009年8月15日  | モントリオール       | ハード            | アンディ・ラム                   | マヘシュ・ブパシ マーク・ノールズ                       | 4–6, 3–6                |
| 準優勝 | 29. | 2009年11月29日 | ロンドン             | ハード (室内)     | アンディ・ラム                   | ボブ・ブライアン マイク・ブライアン                     | 6–7(5-7), 3–6           |
| 準優勝 | 30. | 2010年4月3日   | マイアミ             | ハード            | マヘシュ・ブパシ                 | ルーカス・ドロウヒー リーンダー・パエス                 | 2–6, 5–7                |
| 準優勝 | 31. | 2010年4月18日  | モンテカルロ         | クレー            | マヘシュ・ブパシ                 | ダニエル・ネスター ネナド・ジモニッチ                   | 3–6, 0–2, 途中棄権      |
| 準優勝 | 32. | 2010年8月22日  | シンシナティ         | ハード            | マヘシュ・ブパシ                 | ボブ・ブライアン マイク・ブライアン                     | 3–6, 4–6                |
| 準優勝 | 33. | 2010年11月7日  | バレンシア           | ハード (室内)     | マヘシュ・ブパシ                 | アンディ・マリー ジェイミー・マリー                     | 6–7(8-10), 7–5, [7–10]  |
| 優勝   | 37. | 2010年11月14日 | パリ                 | ハード (室内)     | マヘシュ・ブパシ                 | マーク・ノールズ アンディ・ラム                         | 7–5, 7–5                |
| 準優勝 | 34. | 2010年11月28日 | ロンドン             | ハード (室内)     | マヘシュ・ブパシ                 | ダニエル・ネスター ネナド・ジモニッチ                   | 6–7(6-8), 4–6           |
| 優勝   | 38. | 2011年2月20日  | メンフィス           | ハード (室内)     | ダニエル・ネスター               | エリック・ブトラック ジャン＝ジュリアン・ロジェ         | 6–2, 6–7(6-8), [10–3]   |
| 準優勝 | 35. | 2011年4月2日   | マイアミ             | ハード            | ダニエル・ネスター               | マヘシュ・ブパシ リーンダー・パエス                     | 7–6(7-5), 2–6, [5–10]   |
| 優勝   | 39. | 2011年6月4日   | 全仏オープン         | クレー            | ダニエル・ネスター               | フアン・セバスティアン・カバル エドゥアルド・シュワンク | 7–6(7-3), 3–6, 6–4      |
| 優勝   | 40. | 2011年10月16日 | 上海                 | ハード            | ダニエル・ネスター               | ミカエル・ロドラ ネナド・ジモニッチ                     | 3–6, 6–1, [12–10]       |
| 準優勝 | 36. | 2011年10月30日 | ウィーン             | ハード (室内)     | ダニエル・ネスター               | ボブ・ブライアン マイク・ブライアン                     | 6–7(10-12), 3–6         |
| 準優勝 | 37. | 2011年11月5日  | バーゼル             | ハード (室内)     | ダニエル・ネスター               | ミカエル・ロドラ ネナド・ジモニッチ                     | 4–6, 5–7                |
| 優勝   | 41. | 2011年11月27日 | ロンドン             | ハード (室内)     | ダニエル・ネスター               | マリウシュ・フィルステンベルク マルチン・マトコフスキ   | 7–5, 6–3                |
| 優勝   | 42. | 2012年1月8日   | ブリスベン           | ハード            | ダニエル・ネスター               | ユルゲン・メルツァー フィリップ・ペッシュナー           | 6–1, 6–2                |
| 優勝   | 43. | 2012年2月26日  | メンフィス           | ハード (室内)     | ダニエル・ネスター               | イワン・ドディグ マルセロ・メロ                         | 4–6, 7–5, [10–7]        |
| 準優勝 | 38. | 2012年3月31日  | マイアミ             | ハード            | ダニエル・ネスター               | リーンダー・パエス ラデク・ステパネク                   | 6-2, 1-6, [8-10]        |
| 準優勝 | 39. | 2012年4月22日  | モンテカルロ         | クレー            | ダニエル・ネスター               | ボブ・ブライアン マイク・ブライアン                     | 2-6, 3-6                |
| 優勝   | 44. | 2012年6月9日   | 全仏オープン         | クレー            | ダニエル・ネスター               | ボブ・ブライアン マイク・ブライアン                     | 6–4, 6–4                |
| 優勝   | 45. | 2012年6月17日  | ロンドン             | 芝                | ダニエル・ネスター               | ボブ・ブライアン マイク・ブライアン                     | 6–3, 6–4                |
| 準優勝 | 40. | 2013年1月12日  | シドニー             | ハード            | ホリア・テカウ                   | ボブ・ブライアン マイク・ブライアン                     | 4-6, 4-6                |
| 準優勝 | 41. | 2013年3月3日   | デルレイビーチ       | ハード            | ホリア・テカウ                   | ジェームズ・ブレーク ジャック・ソック                   | 4-6, 4-6                |
| 優勝   | 46. | 2013年4月27日  | ブカレスト           | クレー            | ホリア・テカウ                   | ルーカス・ドロウヒー オリバー・マラチ                   | 4–6, 6–4, [10–6]        |
| 優勝   | 47. | 2013年6月22日  | スヘルトーヘンボス   | 芝                | ホリア・テカウ                   | アンドレ・ベーゲマン マルティン・エメリッヒ             | 6–3, 7–6(4)             |
| 優勝   | 48. | 2013年10月6日  | 北京                 | ハード            | ホリア・テカウ                   | ファビオ・フォニーニ アンドレアス・セッピ               | 6-4, 6-2                |
| 準優勝 | 42. | 2014年3月1日   | アカプルコ           | ハード            | フェリシアーノ・ロペス           | ケビン・アンダーソン マシュー・エブデン                 | 3–6, 3–6                |
| 準優勝 | 43. | 2015年11月1日  | バレンシア           | ハード (室内)     | フェリシアーノ・ロペス           | エリック・バトラック スコット・リプスキー               | 6–7(4), 3–6             |
| 優勝   | 49. | 2016年2月27日  | アカプルコ           | ハード            | トレト・ユーイ                   | フィリップ・ペッシュナー アレクサンダー・ペヤ           | 7–6(5), 6–3             |
| 準優勝 | 44. | 2017年2月26日  | デルレイビーチ       | ハード            | トレト・ユーイ                   | レイベン・クラーセン ラジーブ・ラム                     | 5–7, 5–7                |
| 優勝   | 50. | 2017年10月22日 | モスクワ             | ハード (室内)     | フィリップ・オズワルド           | ダミル・ジュムール アントニオ・サンチッチ               | 6–3, 7–5                |
| 準優勝 | 45. | 2018年1月13日  | オークランド         | ハード            | フィリップ・オズワルド           | オリバー・マラチ マテ・パビッチ                         | 4–6, 7–5, [7–10]        |
| 優勝   | 51. | 2018年2月18日  | ニューヨーク         | ハード (室内)     | フィリップ・オズワルド           | ウェスリー・クールホフ アーテム・シタック               | 6–4, 4–6, [10–6]        |
| 優勝   | 52. | 2018年4月15日  | ヒューストン         | クレー            | フィリップ・オズワルド           | アンドレ・ベージマン アントニオ・サンチッチ             | 6–7(2), 6–4, [11–9]     |
| 準優勝 | 46. | 2018年10月21日 | モスクワ             | ハード (室内)     | フィリップ・オズワルド           | オースティン・クライチェク ラジーブ・ラム               | 6–7(4), 4–6             |

## 4大大会ダブルス優勝
- 全仏オープン 男子ダブルス：4勝 (2005年・2006年・2011年・2012年)
- ウィンブルドン 混合ダブルス：1勝 (1998年)
- 全米オープン 男子ダブルス：2勝 (2000年・2002年)/混合ダブルス：3勝 (1998年・2007年・2013年)

## 4大大会シングルス成績
略語の説明
| W | F | SF | QF | #R | RR | Q# | LQ | A | Z# | PO | G | S | B | NMS | P | NH |

W=優勝, F=準優勝, SF=ベスト4, QF=ベスト8, #R=#回戦敗退, RR=ラウンドロビン敗退, Q#=予選#回戦敗退, LQ=予選敗退, A=大会不参加, Z#=デビスカップ/BJKカップ地域ゾーン, PO=デビスカップ/BJKカッププレーオフ, G=オリンピック金メダル, S=オリンピック銀メダル, B=オリンピック銅メダル, NMS=マスターズシリーズから降格, P=開催延期, NH=開催なし.
| 大会           | 1996 | 1997 | 1998 | 1999 | 2000 | 2001 | 2002 | 2003 | 2004 | 2005 | 2006 | 2007 | 2008 | 通算成績 |
| -------------- | ---- | ---- | ---- | ---- | ---- | ---- | ---- | ---- | ---- | ---- | ---- | ---- | ---- | -------- |
| 全豪オープン   | A    | LQ   | LQ   | LQ   | 3R   | 2R   | 1R   | 1R   | 1R   | 1R   | 3R   | 2R   | A    | 6–8      |
| 全仏オープン   | LQ   | A    | A    | 2R   | 1R   | 1R   | 1R   | 1R   | 1R   | 1R   | 2R   | 1R   | A    | 2–9      |
| ウィンブルドン | LQ   | LQ   | LQ   | LQ   | 2R   | 2R   | 1R   | 4R   | 1R   | 4R   | 4R   | 2R   | LQ   | 12–8     |
| 全米オープン   | LQ   | A    | LQ   | 2R   | 3R   | 3R   | QF   | 1R   | 1R   | 3R   | 1R   | 2R   | A    | 12–9     |